# 8776 Campestris
8776 Campestris eller 2287 T-3 är en asteroid i huvudbältet som upptäcktes den 16 oktober 1977 av den nederländsk-amerikanske astronomen Tom Gehrels och det nederländska astronomparet Ingrid van Houten-Groeneveld och Cornelis Johannes van Houten vid Palomarobservatoriet. Den är uppkallad efter fågeln Fältpiplärka.
Asteroiden har en diameter på ungefär 11 kilometer.